# Vitribbat fältfly
Vitribbat fältfly (Tholera decimalis) är en fjärilsart som beskrevs av Nikolaus Poda von Neuhaus 1761. Vitribbat fältfly ingår i släktet Tholera och familjen nattflyn. Arten är reproducerande i Sverige. Inga underarter finns listade i Catalogue of Life.

## Bildgalleri

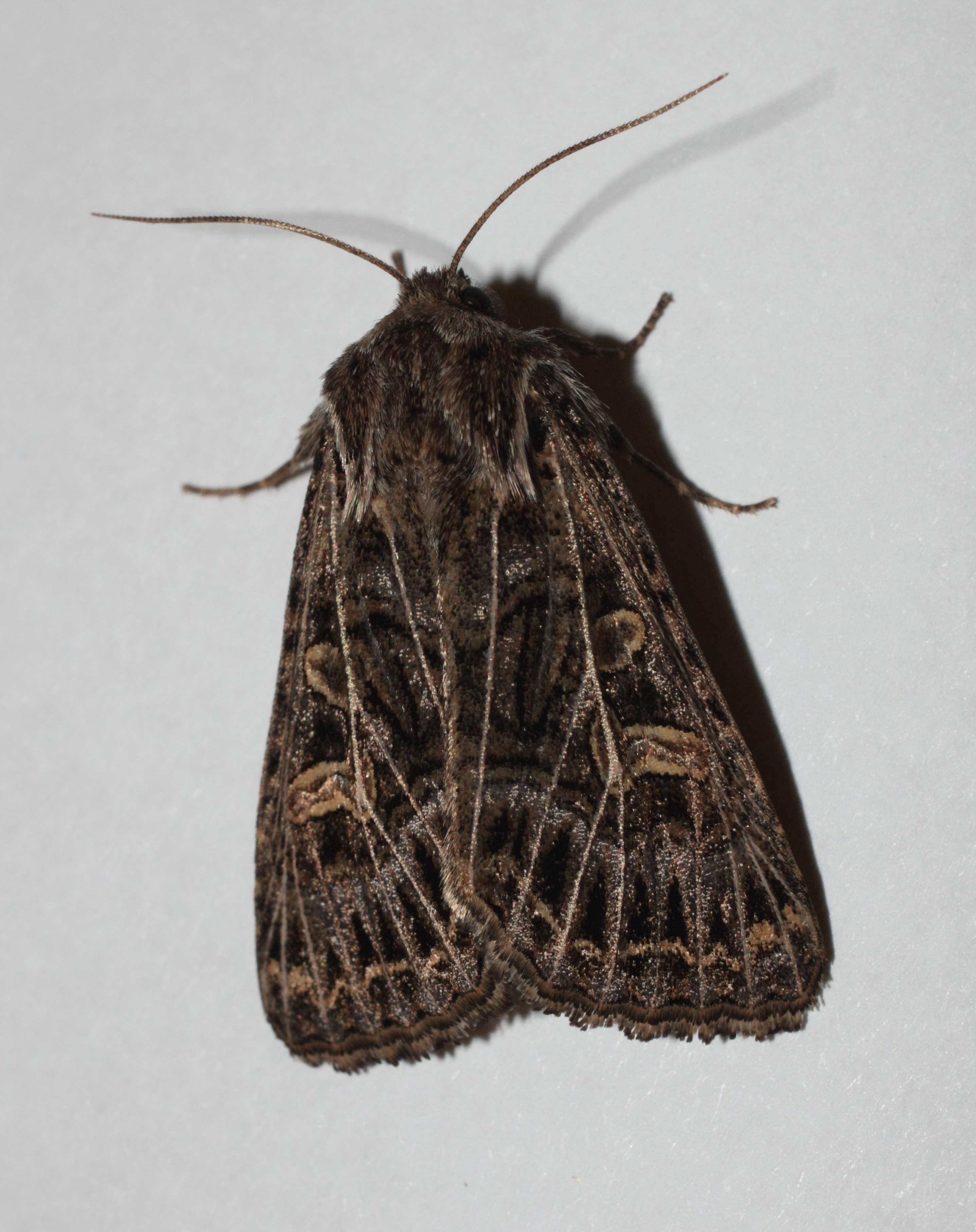